# Jaki Graham
Jaki Graham (Birmingham, 15 settembre 1956) è una cantante inglese. È entrata nel Guinness World Record come prima artista di colore ad avere avuto 6 brani consecutivi entrati nella top 20 inglese dei singoli.

## Biografia
Figlia di immigrati giamaicani, ha iniziato a esibirsi professionalmente negli anni '70 come frontwoman di una band chiamata Ferrari, tenendo concerti in locali, club e università. Dopo aver fatto da corista per alcuni brani degli UB40 è stata messa sotto contratto dalla EMI e il suo album di debutto Heaven Knows, trascinato dai singoli Could It Be I’m Falling in Love (in duetto con David Grant) e Round and Around, a sorpresa è stato un successo commerciale nonostante la scarsa promozione ricevuta. Successo ancora maggiore ha avuto l'album successivo Breaking Away, a cui è seguito un lungo tour in coppia con Michael McDonald e nel 1989 l'album From Now on, il quale nonostante il buon riscontro del singolo omonimo non ottiene il successo dei due precedenti.
Ha continuato a incidere album per tutti gli anni '90, ottenendo un ottimo successo nel 1994 con il brano Real Life, arrivato al primo posto della Billboard Dance Chart e certificato disco d'oro in Giappone. A partire dagli anni 2000 si dedica principalmente alle apparizioni live.

## Discografia

### Album in studio
- 1985 – Heaven Knows
- 1986 – Breaking Away
- 1989 – From Now on
- 1994 – Real Life
- 1995 – Hold on
- 1996 – Rhythm of Life
- 1997 – Don't Keep Me Waiting
- 1998 – My Life
- 2012 – For Sentimental Reasons
- 2018 – When a Woman Loves

### Album dal vivo
- 2009 – Greatest Hits Live!

### Raccolte
- 1995 – Best Shots
- 2010 – Absolute Essential – The Very Best of Jaki Graham